# 田路舜哉
田路 舜哉（とうじ しゅんや、1893年11月12日 - 1961年7月5日）は、日本の実業家。住友商事の創業者。「ケンカ田路」・「ムラマサ（名刀村正の意）」の異名をもち、住友商事の「建業の大宗」と称された。

## 来歴
1893年、明治26年11月12日、兵庫県宍粟郡一宮町（現宍粟市）安積において出生。父、本條竹五郎、母ユキの長男として生まれる。後に、田路家に養子に入り、母方の田路姓を名乗る。実弟の本條猛二は、山陽自動車運送の創業者。
- 1920年7月、東京帝国大学法学部卒業
  - 同月、住友総本店（後に住友合資会社）入社
- 1923年10月、秋山光五郎長女美佐雄と結婚
- 1925年2月、住友合資会社別子鉱業所勤務
- 1931年10月、株式会社住友肥料製造所新居浜工場長代理者。
- 1932年10月、住友合資会社上海販売店支配人。
- 1938年1月、住友金属工業株式会社伸銅所業務部長。
- 1945年5月、同社取締役 
  - 11月、同社取締役辞任
  - 12月、日本建設産業株式会社常務取締役
- 1946年11月、同社専務取締役
- 1947年3月、同社社長
- 1952年6月、日本建設産業株式会社を住友商事株式会社と改称
- 1956年11月、同社会長
- 1961年7月5日、脳血栓による脳軟化症のため芦屋市の自宅において逝去

## 住友商事の発足

### 戦後対策
戦争終結が目前にせまった昭和20年8月9日京都衣笠の住友別邸に第七代住友総理事古田俊之助（住友最後の総理事）以下、住友本社の課長以上の幹部が緊急集結し、戦後の具体策の検討がはじまった。13日には住友別邸に「敗戦近し」の情報がもたらされる。戦争終結で、GHQの財閥解体指令によって住友本社の解散が決定的となった。この時点で住友の緊急かつ最大の課題は、解散予定の住友本社職員および日本各地はもとより、中国大陸や、南方諸地域に散っていた外地からの復員、引揚者など多くの住友人をどうするかであった。当時、住友の在籍従業員は約20万人に達し、住友各社の従業員は仕事量の激減から過剰状態で、帰還要員を安易に送り込むわけにいかず、また住友が長年育成してきた優れた人材を一挙に離散させるのは重大問題であり、単に住友のためだけでなく、戦後復興に大いに活躍してもらうための受け皿を用意するのが住友の社会的責任であるという結論に達した。9月10日と11日の両日、住友本社は戦後対策を主題とする「事業転換方策懇談会」を開いた。全住友の事業にとって歴史的な会合であった。出席者は常務理事以下関係課長、連系各社の幹部ほか関係者50余名。本社解体と住友直営事業の収拾および新事業の創出が、直面する緊急課題として協議された。提出された新規事業計画案は、製塩、水産、セメント、出版、商事などであったが、新たに設備投資を必要とするような事業計画は、緊急に職場を開設しなければならない状況を考慮すれば、困難であるとの判断から、最後まで残ったのが商事であった。それから5週間後の10月17日、住友本社最後の常務理事会が開かれ、本社解体方針の最終協議に入った。当然、商事部門の新設問題も重要議題の1つとして討議された。しかし常務理事会では商事部門の新設に反対ないしは疑問符を投げかける意見が大勢を占めていた。その主張の根幹をなしていたのは、大正9年1月の鈴木馬左也総理事の商社設立禁止宣言であった。

### 商社設立禁止令の壁
住友には、戦前独立した商事部門がなかった。大正の初期、第一次世界大戦が勃発し、経済界は非常な好況期を迎え、大正7年11月に休戦協定が成立した後も、輸出はますます活況を呈し、貿易商社は大きな収益を挙げ、多数の商社が続々と設立され貿易に乗り出していった。第三代住友総理事鈴木馬左也は、大正8年3月、戦後の欧米の状況視察に外遊したが、その不在中に住友総本店幹部の間に、三井、三菱の隆盛に圧倒されていた状況もあって、住友も時流に乗って商事貿易に進出すべきであるとの意見が強まり「他所製品取り扱いの件」と題する、いわゆる商事会社設立構想の起案文書まで用意して、総理事の帰国を待った。鈴木は欧米の視察を終えて帰途、大正9年1月、上海に立ち寄った時、住友上海洋行（支店）の支配人が、商事会社を設立することの必要性を力説し総本店の空気を伝えた。しかし鈴木は、これに同意しなかったばかりか、帰国すると直ちに関係者を呼び出し、厳しく商事の禁止を申し渡し、さらに主管者会議の席上「住友は絶対に商事はやってはならぬ」と宣言した。これが大正9年1月の「商社設立禁止宣言」である。鈴木の趣旨は、第一に、「住友は鉱工業の経営に専念してきたため、商事活動の練達の人材を養成してきておらず、一歩誤れば大損害を被り、他の諸事業の経営まであやうくするおそれがある。」第二に、「商事活動を始める以上世界規模でやらねばならない。したがって巨額の資金を必要とする。それだけの資金を投入するのであれば現在専念している鉱工業の分野でもっと発展させ得る事業がいくらでもあり、そちらに投資すべき」というものだった。この時以来、住友では商社開設が禁句になってしまったのである。「事業転換方策懇談会」ではこの商社設立禁止令が反対意見の根幹であり、住友が起業以来、連綿と受け継がれてきた事業精神「浮利を追わず」に商事活動は反するという理事もいた。伝統擁護派の意見がでそろったところで、最後の決断は古田俊之助総理事に委ねられ、古田は「大局的に見て、商事活動に出ていく以外に道はない」と断をくだした。

### 日本建設産業の誕生
この決定に従って、直ちに独立の商社を設立すべきか、あるいは既存の旧連系会社に寄生させるべきか、検討が重ねられたが、住友土地工務社長の竹腰健造が戦後の事業転換方策の1つとして、同社の土木建築部の知識経験を活用して、復興建設などに必要な土木建築用資材の販売を行いたいということを住友本社に提案していた。同社は住友各社の本拠である住友ビルディング（現 三井住友銀行大阪本店ビル）のほか、大阪北港地域に広大な土地を所有しており、資産内容も良好であったため、住友土地工務の中に商事部門を併設する案が急速に浮かび上がった。昭和20年11月7日、住友本社の解体が決定した同じ日に、住友土地工務の臨時取締役会が開かれ、定款に商事活動を可能にする「土木建築用資材其の他各種製品の販売」が事業目的として加えられた。GHQの財閥解体命令で「住友」の商号が禁止されたため、社名も日本建設産業株式会社と改められ、横すべりで竹腰がひとまず社長に就任した。ここにおいて、四半世紀ものあいだ住友では、タブーとなっていた商事活動の最初の第一歩を踏出したのである。

### 統括責任者の選定
住友本社で商事進出の構想を練っているとき、住友本社人事部は「商事部門の統括責任者となる適任候補者を至急選び出すように」との命令を受けた。しかし候補対象者は全住友幹部、住友本社、連系会社（直系）、関係会社（準直系）、特殊関係会社など、人材はキラ星のごとくいる。その中から最適の候補者を選び出すのは、気の遠くなるような作業であった。ところが、期せずして人事部内の意見はある人物の名前で一致する。住友金属工業の取締役・田路舜哉であった。田路の名前は以前から人事部で評判であった。その評価は「切れ者。筋をとおす人。怒ると怖いが、理不尽でなく、情に篤い。」というものであった。田路は住友別子鉱山時代に「別子の三羽烏」のひとりとして勇名を馳せていた。しかし、別子銅山閉山の際に、新居浜の後栄事業の対応をめぐって、田路は、住友本社の左遷人事で上海勤務となっている。人事部はこの問題を把握していたが、候補者第一号として田路を選んだ。さらに住友電気工業と満州住友金属工業の経営幹部から1名ずつを選出し、計3名の候補者を推薦した。田路に目をつけた住友人はほかにもいた。住友土地工務から日本建設産業に横すべりした竹腰健造である。竹腰も田路の人物評は耳にしていた。ただし、いい話ばかりとはかぎらない。竹腰は「乱世に新しい仕事をはじめるようとするとき、激しい気性の持ち主でないと成功しない」と考えた。実際に会ってみると聞かされていた欠点以上に、多くの優れた点がある。早速、住友各社の人事権をもつ総理事古田俊之助に田路を推薦した。古田は、日本建設産業に併設する商事部門の統括責任者に田路を指名した。

### 商事部門の始動
田路舜哉は早速、営業部を開設するため、組織、機構、人事を整える作業に着手し、昭和21年1月1日付で、住友本社をはじめ連系各社から転入してくる職員を正式に受け入れ、新しい商事活動の体制を整えた。従来の在籍者と合わせると720名となり、人材の離散を防ぐという第一目的は、とりあえずのところ達成したが、商事活動については、全員が全く未経験であり、何から手をつければよいのか、見当もつかない状態で、先が思いやられる素人集団だった。田路は、折あるごとに社員を集め、叱咤激励した。その際の十八番の台詞は「熱心な素人は怠慢な玄人に優る」。営業社員は、この言葉をきくたびに熱心な素人であるように肝に銘じた。田路は、商事部門が住友の長年の禁を破って発足しただけに「石にかじりついてでも商事部門をつぶしてはならない」と決意をかためた。日建作業の社員は「なんでもよい、商売になるものを見つけ出せ」と商売のネタを探し求めた。当時は、大部分の工場が爆撃を受け、生産活動を開始する段階には程遠い状態で、取り扱うべき商品は何もなく、物価はものすごい勢いで高騰を続け、闇の市場が闊歩している有様だった。最初に活動を開始したのは、被爆した工場に埋没してしまった金属類の回収と、各工場その他の在庫物資の引き出しであった。廃品同様の品物を掘り出し、それらを洗浄して若干の手直しの上、販売するという仕事が、商事発足の初仕事であった。
昭和22年1月、公職追放令の範囲が拡大されて財界にも及んできたため、竹腰健造社長以下3名の役員が退任することになり、3月27日、臨時株主総会後に開かれた取締役会で田路舜哉専務を新社長に選任し、役員陣が一新された。田路舜哉は、昭和7年から6年間、中国の住友上海洋行の支配人を務めた経験があり、役員の中で唯一の商事活動経験者であった。住友全職員の中から、商社社長の最適任者として選ばれた人物であったので、竹腰健造社長辞任の後を受けて社長になることは、予定の筋書きであった。常務時代から営業部の職員に対し、「熱心な素人は玄人に勝る」と営業部員を激励しながら自由な活力を引き出すことに努力した。

### 異端児の苦悩
営業の活動範囲が徐々に拡がり始めると、世間はおろか住友関連企業も厳しい反応を示すようになる。住友以外の企業を訪問すると社名のため「土建屋さんですか」と聞かれる。住友の商事であることを説明すると「浮利を追わない住友が商売なんかやれるはずがない」と言われ、「ヤミ建」と陰口をたたかれたこともあった。廃墟のような工場をはいずりまわり、在庫物資の払い下げを受けていたことなどからそう見られた。また住友系企業の経営幹部には、「鈴木総理事の商社禁止宣言と、住友の営業要旨の「浮利を追わず」に商事活動は反する」と決まって2つの理由をあげるものもいた。また後年、日建産業が住友商事と社名を改称しても、商事を爪はじきする住友系企業がまだあった。住友商事の幹部が、日本を代表する企業にのしあがったある住友系企業に取引の拡大をお願いに行ったところ「当社の製品を扱うのは第一級の商社である。住友商事に商売ができるはずがない。まして禁を破ってつくった会社に扱ってもらういわれはない」。日建産業時代の社員は、世間や住友関連会社の厳しく冷たい態度に何度もくやしい思いをした。そのたびに、旧本社時代に骨の髄までたたきこまれた住友精神「浮利を追わず」をあらためて噛みしめた。

### 三井・三菱の解体
昭和22年7月にGHQは三井物産、三菱商事の即時かつ徹底的な解体指令を出し、両社は11月末に解散した。両社は日本を代表するトップ商社であり、この解体時点で三井物産は71年、三菱商事は合資会社営業部時代から47年という、それぞれ長い活躍の歴史を持ち、素人集団である日本建設産業に比べれば、立派な経験と商権を持つ商社であったといえた。GHQはこの処置をとるに当たって、住友財閥にも商社があるはずであると考え、取り調べたところ、日本建設産業という会社に、住友本社の残党が多数転入して商事活動をしているというので、資料を取り寄せたが、取扱高があまりにも少ないので、これは問題にならぬと決定された。

### 人材の強化
田路は、人材の強化のために外部から営業のプロを積極的に招請した。第一号は、繊維の専門商社又一（現・三菱商事RtMジャパン）で専務を務めていた川口市右衛門ほか数名。このスカウト人事で日建産業に繊維部門が誕生した。昭和25年には安宅産業の天津支店長岡田政次郎、外務省の豊田薫、元大阪通産局長の桐山喜一郎らが入社した。さらに昭和30年には第一物産（三井系）から農水産担当者7名が転じ、大将格の森祥二郎を部長にして油脂食品部が発足した。

### 社名の変更
昭和25年6月、朝鮮戦争が勃発し、輸出好調と内需の増加に加えて、アメリカの特需によって好況を迎えたが、26年3月から一転して反動沈静期に入り、多数の倒産商社が発生した。日本建設産業は自社の体力を冷静に見詰めて、この好況に乗じて利益の獲得に焦るよりも、取引分野を拡大して確実な取引地盤を築くことに専念したため損害はきわめて軽微であった。この朝鮮戦争の前後において、日本建設産業は大きな転換期を迎えた。1つは建築土木部門の分離、第2は社名の変更、そして本格的な海外展開である。
日本建設産業の建築部門は、建設工事を主体とする事業ではなく、建築の設計監理を目的とする部門であったので本来の建築の設計監理業務に復元するため、商事会社から分離独立させることになり、25年7月1日、日建設計工務（株）（後に日建設計）を新設し、この新会社に建築部門を譲渡することになり、部員95名が事業とともに同社へ転出した。27年5月に「財閥の商号商標使用禁止等の政令」が廃止され、早速、日本建設産業から住友商事（株）へと社名を改めた。

### 海外展開
住友商事となって以来、各業界の一流会社と新しく取引が開け、また取引が拡大するほか、海外においても取引先の理解と信用を増し、商社活動を一層伸張することができるようになった。また、職員の採用や資金調達の円滑化をはじめ、業務全般にわたって無形の好影響があった。このころを境に海外へ大きく目を向け、24年インド政府の発電所用電線類とがいしの国際入札に住友電工と協力し落札。その納入と以降の受注促進のため25年7月に初めてボンベイに駐在員を派遣し、事務所を開設した。昭和26年にはカルカッタとサンフランシスコ（同年ニューヨークへ移転）27年にカラチ、ハンブルク（同年デュッセルドルフに移転）に、それぞれ駐在員事務所を開きニューヨークには米国法人ニッケン・ニューヨークを設立し、28年以降は、東南アジアの主要都市を中心に積極的に駐在員の派遣を行い、30年3月までの海外店舗は15店を超え、初期段階での海外事務所網の布石を終えた。

### 商社大合同
日本経済は20年代の復興段階を終え、高度成長期に入っていたが、貿易の回復はやや遅れ、20年代末の段階では貿易量はまだ戦前の水準に達していなかった。そこで当局は自立経済を支える主柱となる輸出増強を期し、強力な商社育成を図る政策をとった。これに促されて29年に三菱商事が復活し、30年には三井物産系三商社の合併が実現し、同年、丸紅と高島屋飯田の合併も行われて有力な貿易商社が次々と出現した。

### 大躍進
昭和31年11月株主総会終了後の取締役会において田路舜哉は、会長に就任し、後任には津田久常務取締役が昇格した。津田の課題は、田路の拡大路線を踏襲する一方、住友の商事会社として名実ともに磐石の体制を確立することだった。
田路は会長就任当時、本店繊維部で繊維原料課長代理をしていた伊藤正（後の住友商事社長）が、繊維原料の取引拡大のために一定の在庫が必要であると田路に具申した。田路は規模やリスクなど伊藤の話を一通り聞いたあと、「社長によく話をしなさい」と社業のすべてを社長の津田にまかせ、経営問題には一切口を出さなかった。
田路は住友商事創設の最初から、敗戦直後の名状し難い混乱の中、住友がとくに遠ざけていた商社活動の分野へ、全くの素人集団を引き連れて船出し、世間や住友系企業から異端児扱いされる中で、つねに拡大戦法をとってきた。住友商事は、昭和26年に年間売上高で業界第16位にランクされ、3年後の29年に11位、さらに32年には念願のベストテン入りをはたし、8位となった。総合的な商事会社として体裁を整えるため、あらゆる分野に積極果敢にうって出て、最も困難だった基礎作りが固められた。この大躍進には時代の趨勢を見ながら経営の舵取りをしてきた田路の手腕が大きくモノをいった。田路は会長に就任した後は、住友グループの新しい本陣となる新住友ビルディング（現 住友ビルディング）の建設に注力を注いだが、あと1年で竣工するという昭和36年7月5日、脳血栓で逝去した。享年68。

## 教育活動
- 田路舜哉記念奨学育英基金

## エピソード
- 経済人の勲章ともいえる叙勲を辞退している。

- 住友商事を総合商社、利益第一位に導いた第四代社長植村光雄とは、縁戚関係にある。

- 田路舜哉は、「ケンカ田路」「ムラマサ（名刀村正の意）」と凄みのある異名をもつ。切れ者。筋を通す人。怒ると怖いが理不尽でなく、情に篤い。という人物評であったが、人に使われるのが下手で、部下が部屋に入る前には、襟を正し、深呼吸するという、つまり個性の強い人間だった。「ケンカ田路」と言われたように、上役ともよくケンカをして2年ほど昇給停止を食らい、出世も遅れたが、そのおかげで公職追放にならなかった。

- 田路は別子鉱山時代、「別子の三羽烏」として勇名を馳せ、住友別子鉱山専務の鷲尾勘解治にかわいがられていた。鷲尾は、昭和初期に別子銅山の鉱脈がつきていることがわかると、新居浜の「地方後栄の策」を立て、住友本社に助力を求めた。しかし、本社は不況を理由に首を縦にふらない。思いあまった鷲尾は住友別子鉱山の資金と作務（ボランティア）で新居浜地方の活性化事業を敢行した。それが住友本社の逆鱗にふれて常務理事の名目で本社に呼び戻され、昭和7年欧州視察の途次、常務理事をも免ぜられ、やむなく依願退職してしまった。田路は「鷲尾の側近」「危険人物」と見られ、上海に転勤させたれた。

- 田路は貿易商社の体裁を整えるために社員の語学教育にも力を入れた。入社一年目の川本弘（後の住商コンピュータサービス社長・現住商情報システム）は、会社の命令で英会話学校に通っていたが、毎日午後3時に終わり、会社の仕事は一切なし。「ラクチンだ」と思っていると、ある朝、田路からクギをさされた。「ワシは昔玉突きに凝ったことがあるが、こう突いたらああなると寝ても覚めても考える。碁に凝ったやつは、碁盤が夢に出てくるらしい。君は英語を勉強している。英語で寝言が言えるようになって来い。」

- 財閥解体後、住友各社の協力関係を維持するため、三高時代からの旧友である土井正治（元住友化学会長）とともに、住友グループ企業の社長連絡会を設立することを提唱。1949年（正式には、1951年4月）に住友直系12社で構成される白水会が設立された。これは三大財閥中最先発で、住友グループの結束力の強さがうかがえる。後に三菱グループは、1954年に三菱金曜会を、三井グループは、1961年に二木会をそれぞれ設立している。

## 関係する人物
- 北沢敬二郎
- 田中良雄
- 土井正治
- 周東英雄
- 本條猛二
- 竹腰健造
- 津田久
- 岸信介
- 松下幸之助
- 植村光雄
- 山本善雄
- 岩切章太郎